# Wish Bone
Wish Bone er det tredje studiealbum af den danske sanger og sangskriver Oh Land, der udkom den 16. september 2013 via A:larm.

## Baggrund og udgivelse
I 2012 annoncerede Oh Land, at hun udviklede ny musik i sit studie.
Den 10. juli 2013 debuterede sangen "My Boxer" på Spin.com som den første smagsprøve på albummet.  Albummets lead single "Renaissance Girls" blev udgivet i Danmark den 20. maj 2013 og i USA den 6. august. Den relaterede musikvideo blev lanceret den 6. august 2013 og indeholdt Oh Land sammen med fire baggrundsdansere dansende i et tomt varehus. "Pyromaniac" blev udgivet den 2. september 2013 som albummets anden single.

## Spor
| #   | Titel                    | Sangskriver(e)                            | Længde |
| --- | ------------------------ | ----------------------------------------- | ------ |
| 1.  | "Bird in an Aeroplane"   | Nanna Øland Fabricius David Andrew Sitek  | 4:00   |
| 2.  | "Renaissance Girls"      | Fabricius                                 | 3:10   |
| 3.  | "Cherry on Top"          | Fabricius E. Kidd Bogart Emanuel Kiriakou | 3:48   |
| 4.  | Unavngivet               | Fabricius Julian Bunetta                  | 2:28   |
| 5.  | "My Boxer"               | Fabricius Dan Carey                       | 2:50   |
| 6.  | "Love a Man Dead"        | Fabricius                                 | 3:58   |
| 7.  | "Next Summer"            | Fabricius                                 | 2:32   |
| 8.  | "Sleepy Town"            | Fabricius Sitek David Poe                 | 5:00   |
| 9.  | "Pyromaniac"             | Fabricius Jimmy Harry                     | 3:42   |
| 10. | "Green Card"             | Fabricius Sia Furler Grant Michaels       | 4:07   |
| 11. | "Kill My Darling"        | Fabricius Michaels                        | 3:56   |
| 12. | "Love You Better"        | Fabricius Poe                             | 3:43   |
| 13. | "First to Say Goodnight" |                                           | 4:00   |